# Fruits of Passion (film fra 1919)
Fruits of Passion er en amerikansk stumfilm fra 1919 af George Ridgwell.

## Medvirkende
- Alice Mann
- Frankie Mann
- Emil De Varney
- Colin Campbell
- Philip Yale Drew